# Castoroides ohioensis
Castoroides ohioensis – gatunek potężnego gryzonia z rodziny bobrowatych (Castoridae), żyjący niegdyś w Ameryce Północnej. Miał ok. 1 m wysokości, 2,5 m długości i ważył do 220 kilogramów. Zaliczany do megafauny, był najprawdopodobniej największym gryzoniem w dziejach Ziemi. Wymarł ok. 10 tys. lat temu. Wyginął prawdopodobnie ze względu na zmiany środowiskowe i konkurencję ze współczesnym bobrem.
Szczątki bobra olbrzymiego pochodzące z okresu około 130 tys. lat temu znaleziono w wielu miejscach na terenie Kanady.